# Бунка
Бунка (文化) је јапанска ера (ненко) која је настала после Кјова и пре Бунсеи ере. Временски је трајала од јануара 1804. до априла 1818. године и припадала је Едо периоду. Владајући цареви били су Кокаку и Нинко. Нова ера Бунка у преводу значи "култура" или "цивилизација".

## Важнији догађајиБункаере
- 1804. (Бунка 1): Дворски "даигаку но ками" Хајаши Џусаи (1768–1841) објашњава цару Кокакуу спољну политику шогуната у Кјоту.[2]
- Јун 1805. (Бунка 2): Генпаку Сугита (1733–1817) примљен је код шогуна Ијенарија како би објаснио разлику између традиционалне и западне медицине.[3]
- 25. септембар 1810. (Бунка 7, двадестседми дан осмог месеца): Земљотрес јачине 6.6 на рихтеровој скали погађа север острва Хоншу.[4]
- 7. децембар 1812. (Бунка 9, четврти дан једанаестог месеца): Земљотрес у Хоншуу јачине 6.6 на рихтеровој скали.[4]
- 1817. (Бунка 14): Цар Кокаку путује у поворци за палату Сенто која служи као боравиште абдицираних царева. Палата која се тада звала Сакурамачи изграђена је од стране Токугава шогуната за потребе бившег цара Го Мизуноа.[5]